# Kalimantan Settentrionale
Kalimantan Settentrionale (indonesiano: Kalimantan Utara) è una provincia indonesiana situata nell'isola del Borneo. Il capoluogo provinciale è Tanjung Selor. È stata istituita nell'ottobre del 2012 da parte del territorio precedentemente parte della provincia del Kalimantan Orientale.

## Geografia antropica

### Suddivisioni amministrative
La provincia è suddivisa in 4 reggenze e 1 città.
| Nome                    | Popolazione stima 2013 | Capoluogo     |
| ----------------------- | ---------------------- | ------------- |
| Reggenza di Bulungan    | 153 322                | Tanjung Selor |
| Reggenza di Malinau     | 82 460                 | Malinau       |
| Reggenza di Nunukan     | 181 567                | Nunukan       |
| Reggenza di Tana Tidung | 30 841                 | Tideng Pale   |
| città di Tarakan        | 289 973                | Tarakan       |
| Totale                  | 738 163                | Tanjung Selor |